# Horvátország múzeumainak listája
| Horvátország múzeumai |             | |
| 1.                    | Csáktornya  | Međimurje Régió Múzeum |
| 2.                    | Dubrovnik   | Helyimúzeum, Néprajzi Múzeum, A Katedrális altemploma, Archeológiai Múzeum, Modern Történeti Múzeum és Marin Držić-ház.                                                                   |
| 3.                    | Gospić      | Lika Múzeum |
| 4.                    | Hlebine     | Művészeti Galéria, Ivan Generalić-gyűjtemény |
| 5.                    | Károlyváros | Városi Múzeum |
| 6.                    | Klanjec     | Antun Augustinčić szobrász galériája |
| 7.                    | Krapina     | Ljudevit Gaj Múzeum |
| 8.                    | Kumrovec    | Staro Selo néprajzi múzeum, Josip Broz Tito-ház |
| 9.                    | Makarska    | Kagylómúzeum, Városi múzeum |
| 10.                   | Eszék       | Szlavónia Múzeum, Szépművészeti Galéria |
| 11.                   | Pazin       | Városi Múzeum, Isztriai Néprajzi Múzeum |
| 12.                   | Póla        | Isztriai Archeológiai Múzeum |
| 13.                   | Split       | Archeológiai Múzeum, Ivan Meštrović szobrász galériája |
| 14.                   | Trakošćan   | Trakošćan-kastély múzeuma |
| 15.                   | Varasd      | Városi Múzeum |
| 16.                   | Zára        | Archeológiai Múzeum, Néprajzi Múzeum, Tengeri Utazás Múzeum |
| 17.                   | Zágráb      | Archeológiai Múzeum, Néprajzi Múzeum, Modern Galéria, Városi Múzeum, Mimara-Múzeum, Művészeti és Technikai Múzeum, Természettudományi Múzeum, Modern Művészet Múzeum, Strossmayer-Galéria |